# 빈 중앙역
빈 중앙역(독일어: Wien Hauptbahnhof) 또는 비엔나 중앙역(Vienna Central Station)은 오스트리아 비엔나 파보리텐구에 위치한 주요 기차역이다. 2015년 12월에 전면 가동되어 북쪽, 동쪽, 남쪽 및 서쪽의 주요 철도 노선을 연결하고 오래된 빈 남역 종점을 대체했다. 매일 268,000명의 통근자들이 있는 오스트리아에서 가장 분주한 장거리 기차역이다. “오스트리아에서 가장 아름다운 기차역”(총 6회, 5년 연속)으로 선정된 것 외에도 컨슈머 초이스 센터가 선정한 “유럽의 승객 편의를 위한 10대 기차역”에서도 2위를 차지했다.

## 역사

### 배경
1990년대에 비엔나의 기차역, 특히 서로 직각을 이루는 남역(Südbahnhof)과 동역(Ostbahnhof) 터미널의 재개발에 관심이 생겼다. 3개의 범유럽망(TEN) 회랑을 포함하여, 남북과 동서 노선을 제공하는 새로운 통합역의 개념은 기존 역 2개를 모두 대체하기 위해 논의되었다. 이 무렵 취리히 기반 테오 호츠 건축설계는 이 지역의 새로운 역 솔루션을 개발하기 위한 초기 설계 계약을 체결했다. 테오 호츠가 만든 계획은 이후에 건설된 구조와 직접적으로 일치하지 않지만, 건축가는 나중에 건설된 역의 많은 부분, 특히 주 중앙 홀과 플랫폼 모두에 대한 설계를 여전히 책임지고 있다.
중앙역으로 알려진 새로운 역은 플랫폼을 통해 단일 구조로 설계되었으며 이전 역보다 훨씬 적은 공간에서 더 많은 기차를 처리할 수 있다. 그것은 U-반 네트워크를 통해 비엔나 중심부로 직접 연결되며, ÖBB는 도시의 다른 주요 역이 역에서 30분 이내에 도달할 수 있다고 말한다. 새로운 역의 디자인은 또한 약 100개의 상점과 레스토랑을 수용할 수 있는 선로 아래에 위치한 2만 ㎡의 쇼핑센터와 구내 지하 주차장을 포함하여 광범위한 현장 소매 기회를 제공한다. 약 100개의 상점과 레스토랑을 수용할 수 있으며, 최대 600대의 차량과 1,110대의 자전거를 수용할 수 있는 지하 주차장이 있다.
이 계획의 주요 이점은 이전에 두 개의 이전 터미널이 차지했던 도심 내 토지의 해제였다. 재사용을 위한 계획은 새로운 역의 개발에 통합되었으며 다양한 사무실, 소매 및 교육 시설을 포함하는 그 자체로 주요 도시 개발이 되었다. 여러 출처에서 상당한 투자가 유치되었다. 특히, 에르스테 그룹 은행 AG의 새로운 본사와 ÖBB의 기업 본사가 최대 13,000명을 수용할 수 있는 5,000개의 도심 아파트로 구성된 새로운 존벤트비르텔 주거 지역과 함께 이 부지에 건설되었다.
2006년 12월 15일 비엔나 시의회는 도시에 새로운 역 건설에 동의했다. 당시 시 당국은 프로젝트 비용을 약 8억 5천만 유로로 평가했다. 다음 해에 시작된 철도 기반 시설에 대한 환경 평가; 보도에 따르면 이 설계에는 약 100km의 새로운 선로와 약 300개의 스위치 및 교차점이 포함되었다. 역설계에는 에너지 효율적이고 환경친화적으로 만들기 위한 조치가 포함되었다. 통합 이산화탄소 제어 환기 및 지열 에너지와 같은 기능시스템이 통합되었으며 창문과 벽에는 방음 시설이 완비되어 있다.

### 건설
2007년 6월 동안 기존 S-반 남티롤러 광장역의 리모델링과 같은 예비 작업의 형태로 건설 작업이 공식적으로 시작되었다. 2008년 S-반과 남티롤 광장의 U-반역은 서로 연결되었고, 남역은 철거되었으며, 2010년까지 완료되었다. 남역의 서비스(플랫폼 11-19)의 대부분은 2009년 12월 13일의 시간표 변경으로 폐쇄되었다. 이 과도기 동안 빈 마이들링역은 새 역이 완공될 때까지 임시로 남역의 많은 서비스를 맡았다.
2009년에 ÖBB 인프라스트럭쳐는 슈트라백이 이끄는 컨소시엄에 역 건설을 위한 2억 2천만 유로의 계약을 체결했다. 이 시점에서 프로젝트의 1단계는 2013년까지 완료되고 전체 프로젝트는 2015년에 완료될 예정이었다. 프로젝트를 위한 철도 인프라는 대부분 합동으로 건설되었다. Arge Östu-Stettin과 HOCHTIEF 건설 사이의 벤처, 스테이션의 다이아몬드 모양 지붕은 UNGER Steel에 의해 설치되었다. 새 역을 건설하는 데 드는 총비용은 약 9억 8,700만 유로로 알려졌다. ÖBB, 시 당국, 유럽 연합 및 부동산 개발 기회를 통해 자금을 조달했다.
2010년 4월에 건설 프로그램이 본격화되었다. 그 해에 역에 철도 인프라를 구축하는 작업이 시작되었다. 45,000㎡가 넘는 콘크리트가 구조물의 바닥판과 지하 차고 입구를 만드는 데 사용되었다.. 2010년 말까지 교량 지지 구조물과 플랫폼이 모두 완성되었다. 2011년에는 벨베데레(Belvedere) 지구에 사무실 건물 건설이 시작되었다. 건설 과정에서 바노라마(Bahnorama)로 알려진 목조 전망대가 새 역 건물의 서쪽에 세워졌다. 기획자인 RAHM 건축에 따르면, 전망대는 바닥에서 끝까지 66m를 측정하여 당시 유럽에서 가장 높은 보행 가능한 목조 타워였다. 이 구조물은 약 150톤의 가문비나무 목재로 구성되었고 강철 요소로 강화되었으며 크레인을 사용하여 제자리에 들어 올려진 4개의 사전 제작된 모듈로 조립되었다.

### 개업

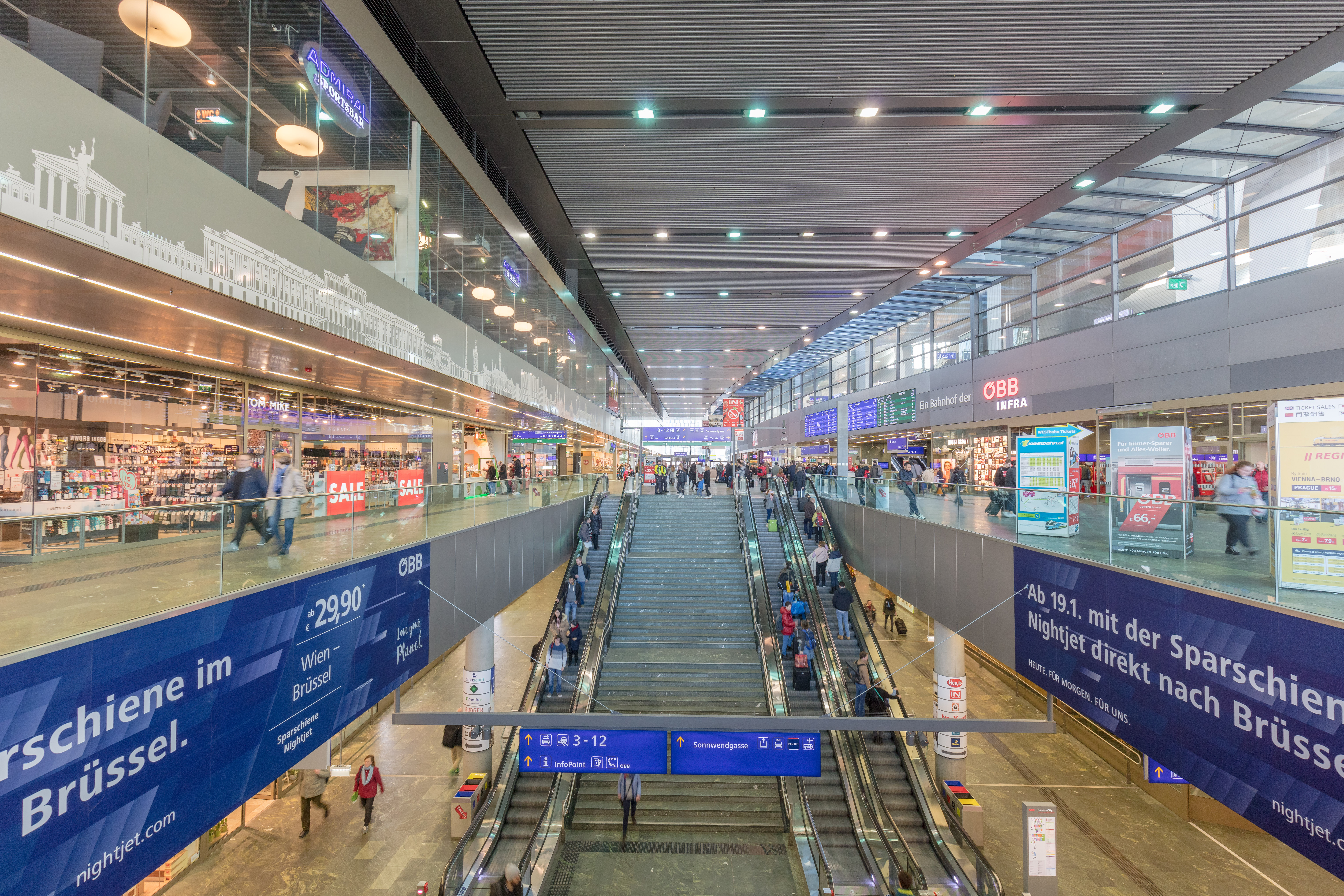
메인홀의 모습

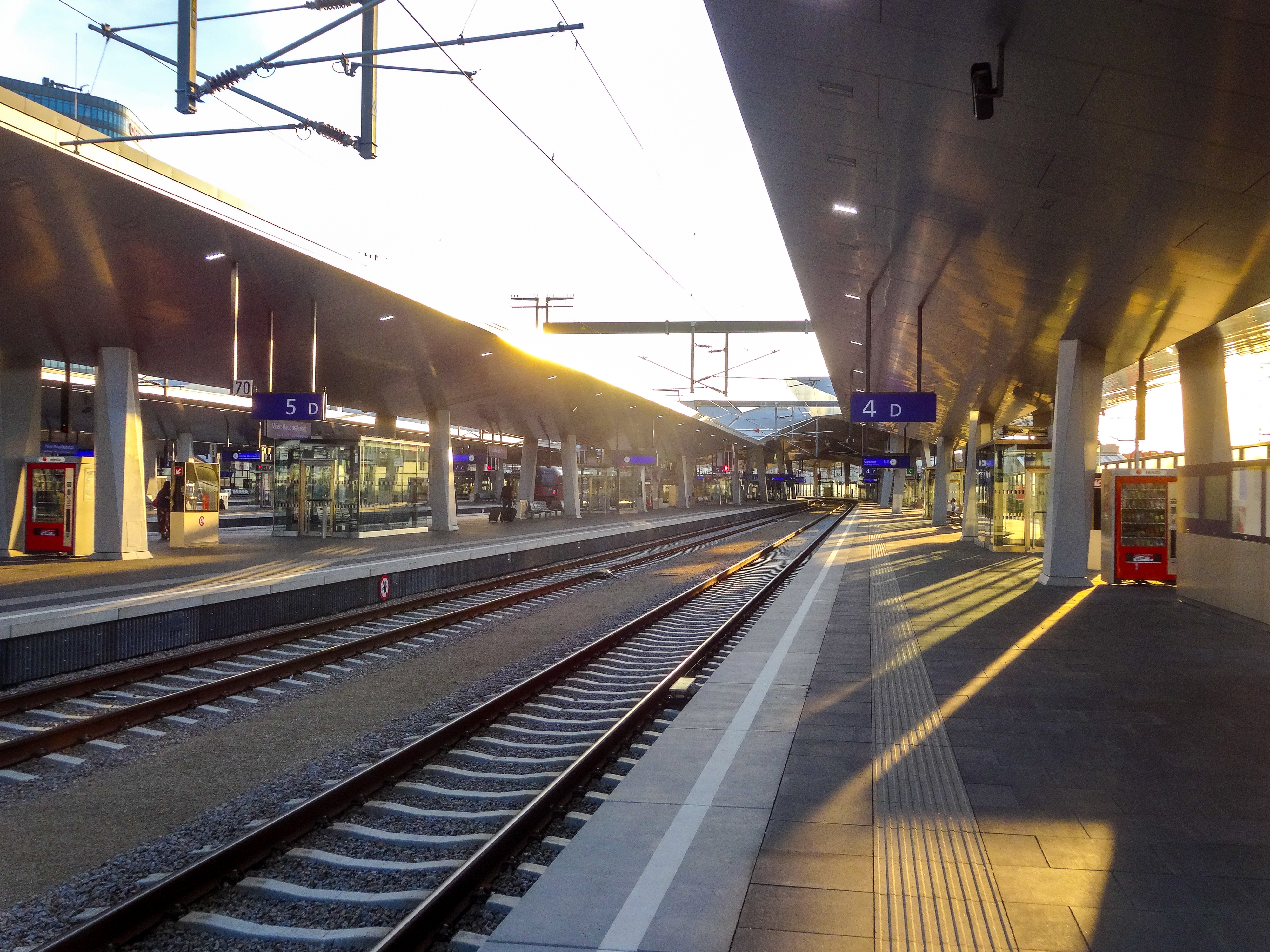
일몰의 비엔나 본선의 4번과 5번 승강장. 2016년 6월

2012년 8월 6일에 기차가 새로운 중앙역을 멈추지 않고 통과하기 시작했다. 2012년 12월 동안 역은 12월 9일의 시간표 개편과 일부 새로운 정렬의 도입과 동시에 부분적인 운영 상태를 얻었다. 결과적으로 지역 및 S-반 서비스 모두 9-12 플랫폼을 사용하기 시작했지만, 장거리 열차는 계속 역에 정차하지 않았다.
2014년 10월 10일 아침, 비엔나 중앙역은 하인츠 피셔 오스트리아 대통령 주재로 역에서 공식적으로 취임했다. 한때 중앙역은 2014년 12월에 완전히 개통할 수 있을 것으로 예상되었지만, 주요 인도교 완공이 어려워 2015년 12월까지 역이 완전히 운영되지 않아 지연이 발생했다. 완전한 운영 상태에 도달하면 역은 하루에 145,000명의 승객과 1,000대의 열차를 처리할 것으로 예상된다.  본선 연결 측면에서 이 새로운 역은 비엔나에서 4개의 개별 주요 철도 노선의 주요 만남의 장소 역할을 한다. 또한 비엔나 S-반, 트램 및 여러 버스 노선을 포함한 다른 지역 서비스에 대한 액세스를 제공했다.
역에는 각각 2면이 있는 총 5개의 섬 승강장이 있어 총 10개의 승강장이 있다. 이 5개의 섬은 길이가 약 210m, 높이가 6~15m에 달하는 인상적인 캐노피로 완성된다. 캐노피는 알루코본드 복합 패널로 덮인 용접 및 볼트 체결된 강철 프레임워크의 상단에 제작되었으며 강판으로 덮인 횡단 솔리드 콘크리트 프레임에 의해 38m 간격으로 지지된다. 역을 가로질러 보행자의 빠른 이동을 용이하게 하기 위해 총 29개의 에스컬레이터와 14개의 엘리베이터가 설치되어 모든 구역에 완전한 계단 없는 접근을 제공한다. 역 전체에 800석의 좌석이 배치되어 있어 다양한 부대시설을 갖추고 있으며, 일부 지정 구역에서는 무료 와이파이가 제공된다. 어린 승객을 동반한 가족의 편의를 위해 전용 '키즈 코너' 시설이 있다. 이전 반역의 산 마르코 사자 조각상도 있는데, 이는 이탈리아 베네치아로 가는 경로의 복원을 상징한다.
새로운 역은 주로 국제노선에 중점을 둔 상당히 향상된 연결성을 제공한다. 주요 접근로를 남티롤러 광장역으로 이전함으로써 새 역은 비엔나 U-반 시스템과 더 잘 연결되고, 비엔나 S-반, 트램 및 버스 노선으로도 접근할 수 있다. 남티롤러 광장 S-반역은 2012년 12월 빈 중앙역(플랫폼 1 및 2)로 이름이 변경되었다.

### 참고
1. 1 2  “Milestones of Vienna's Main Railway Station”. City of Vienna. 2012년 6월 27일에 원본 문서에서 보존된 문서.
2. ↑  "ÖBB Facts & Figures 2019" (PDF). ÖBB Press. 2019. p. 40. Retrieved 2021-10-07.
3. ↑  〈Wien Hauptbahnhof and Wieden〉. 《The Rough Guide to Vienna》. Rough Guides. July 2011. 136쪽. ISBN 978-1848366817.
4. ↑  Averbuck, Alexis; Bedford, Neal (2009). 《Western Europe》. Lonely Planet. 66쪽.
5. ↑  “Die größten Bahnhöfe in Österreich”. GoEuro Corp. 2021년 5월 19일에 원본 문서에서 보존된 문서. 2021년 3월 30일에 확인함.
6. ↑  “European Railway Station Index 2021”.
7. 1 2 3 4 5 6 7 8  Schoof, Jakob. "Almost completed: The new Central Railway Station in Vienna's Belvedere district." 보관됨 2021-07-25 - 웨이백 머신 detail-online.com, 22 October 2014.
8. 1 2 3 4 5 6 7 8  "Wien Hauptbahnhof officially inaugurated." 보관됨 2016-01-20 - 웨이백 머신 Railway Gazette International, 10 October 2014.
9. 1 2  “Wien Hauptbahnhof construction contract awarded”. Railway Gazette International. 2009년 11월 22일. 2017년 3월 31일에 원본 문서에서 보존된 문서. 2022년 6월 11일에 확인함.
10. 1 2 3 4 5  "Vienna Central Station (Wien Hauptbahnhof)." railway-technology.com, Retrieved: 3 June 2018.
11. ↑  “Passenger Info: Timetable changes with closure of Vienna Südbahnhof from December 13th, 2009” (PDF). Österreichische Bundesbahnen. 2010년 2월 13일에 확인함.[깨진 링크]
12. ↑  “Hauptbahnhof Wien” (독일어). Hauptbahnhof Wien. 2010년 10월 15일에 확인함.
13. ↑  “Openings increase speeds and capacity”. Railway Gazette International. 2012년 12월 27일. 2016년 1월 20일에 원본 문서에서 보존된 문서. 2022년 6월 11일에 확인함.
14. 1 2 3  Fender, Keith (June 2013). “Vienna Hauptbahnhof delayed”. 《Modern Railways》.
15. ↑  Beier, Roland (May 2013). “Wien Hauptbahnhof delayed”. 《Today's Railways Europe》.
16. ↑  “Bahnkonzept Hauptbahnhof Wien” [Track Design at Vienna Central Station] (독일어). Österreichische Bundesbahnen. 2017년 10월 11일에 원본 문서에서 보존된 문서. 2014년 12월 8일에 확인함.
17. ↑  “Facts & Figures project Vienna main station” (PDF). Hauptbahnhof Wien. 2014년 4월 1일에 원본 문서 (PDF)에서 보존된 문서. 2022년 6월 11일에 확인함.